# Zyzyxia lundellii
Zyzyxia lundellii là một loài thực vật có hoa trong họ Cúc. Loài này được (H.Rob.) Strother miêu tả khoa học đầu tiên năm 1991.